# Zorzines crispifascia
Zorzines crispifascia är en fjärilsart som beskrevs av Inoue 1982. Zorzines crispifascia ingår i släktet Zorzines och familjen nattflyn. Inga underarter finns listade i Catalogue of Life.